# Char de l'horticulture

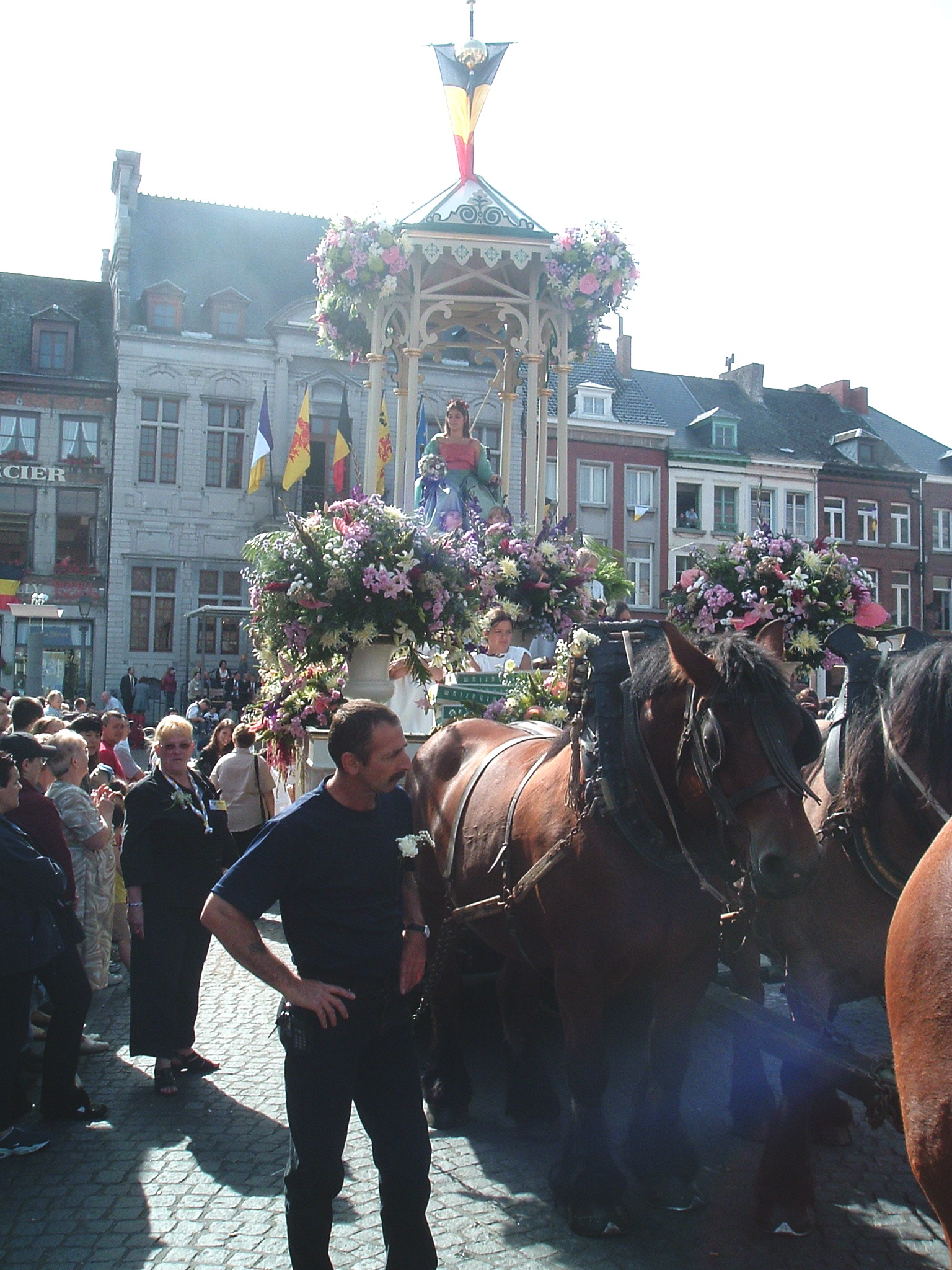

Le char de l’Horticulture est un char décoratif du cortège de la Ducasse d'Ath
La déesse Flore trône sous un dais de style 1900 au-dessus d'un parterre de fleurs et de nymphes. Ce char décoratif a été créé en 1850 sous le nom de "char des Jeunes Filles". Il est également appelé « char de Vénus » en 1851, avant de prendre le nom de « char de Flore » en 1860 ; enfin, après une restauration en 1876, on lui attribue le nom de « char de l’Horticulture ». 
Comme cette appellation l’indique, ce char représente une activité économique caractéristique du Pays vert (région de Ath, Brugelette, Lens, Chièvres, …) : l’horticulture. Dans un souci d’harmonie, les principaux coloris du char tirent vers différentes teintes de vert. Les ornements, que nous pouvons observer sur l’arrière ainsi que sur les côtés latéraux, sont remplacés une première fois en 1905 et réalisés par Louis Brunel (1878-1957), un peintre athois. En 2004-2005, ces panneaux sont rénovés une seconde fois. Ils représentent une guirlande de fleurs. 
Ce char est connu pour sa décoration florale et pour les jeunes filles qui jettent des fleurs à la foule. Ce sont quelque vingt figurantes qui sont chargées de cette distribution et, vu l’engouement, un changement est effectué entre le cortège du matin et celui de l’après-midi, pour qu’un maximum d’entre elles puissent participer. Le char de l’horticulture n’est connu de la population athoise que depuis 1899. Depuis la fin de la Seconde Guerre mondiale, il est suivi par Ambiorix, géant défilant lors de la Ducasse d’Ath.